# Banja (Sliven)
Banja (Bulgaars: Баня) is een dorp in de Bulgaarse gemeente Nova Zagora, oblast Sliven. Het dorp ligt hemelsbreed 28 km ten zuidwesten van Sliven en 218 km ten oosten van Sofia. 

## Bevolking
Het dorp Banja had bij de laatste officiële volkstelling van 7 september 2021 een inwoneraantal van 985 personen. Dit waren 494 mensen (-42,2%) minder  dan 1.485 inwoners bij de census van 1 februari 2011. De gemiddelde jaarlijkse groei in die periode komt daarmee uit op -3,8%, hetgeen lager is dan het landelijk jaarlijks gemiddelde over deze periode (-1,14%).
|  |

In het dorp wonen vooral etnische Bulgaren en etnische Turken. In de optionele volkstelling van 2011 identificeerden 887 van de 1.269 ondervraagden zichzelf als etnische Bulgaren, oftewel 70%. De overige inwoners identificeerden zichzelf vooral als etnische Turken (309 inwoners, oftewel 24%).
| Etnische samenstelling van de respondenten (2011) | Etnische samenstelling van de respondenten (2011) | Etnische samenstelling van de respondenten (2011) | Etnische samenstelling van de respondenten (2011) | Etnische samenstelling van de respondenten (2011) |
| ------------------------------------------------- | ------------------------------------------------- | ------------------------------------------------- | ------------------------------------------------- | ------------------------------------------------- |
|                                                   |                                                   |                                                   |                                                   |                                                   |
| Bulgaren                                          | Bulgaren                                          |                                                   | 69,9%                                             | 69,9%                                             |
| Turken                                            | Turken                                            |                                                   | 24,3%                                             | 24,3%                                             |
| Roma                                              | Roma                                              |                                                   | 0,6%                                              | 0,6%                                              |
| Anders/Onbekend                                   | Anders/Onbekend                                   |                                                   | 5,2%                                              | 5,2%                                              |

Het dorp heeft een relatief jonge bevolking voor Bulgaarse begrippen (bijna 40% is jonger dan 20 jaar), maar kampt met een intensieve vergrijzing (zie: onderstaande tabel). 
|                    | 2011 | %      | 2021 | %      |
| ------------------ | ---- | ------ | ---- | ------ |
| Bevolking (totaal) | 1479 | 100,0% | 985  | 100,0% |
|                    |      |        |      |        |
| 0-14               | 428  | 28,9%  | 302  | 30,7%  |
| 15-64              | 934  | 63,2%  | 512  | 52,0%  |
| 65+                | 117  | 7,9%   | 171  | 17,4%  |